# 인태식
인태식(印泰植, 1902년 12월 17일~1975년 5월 22일)은 일제강점기의 관료 출신 대한민국의 정치인이다. 본관은 교동(喬桐)이며 충청남도 당진 출생이다.
일제 강점기 시기에 도호쿠 제국대학교를 졸업하였으며 조선총독부의 세무 관리로 근무했다. 
광복 후 세무공무원으로 근무했으며 1954년, 제3대 국회의원 선거에서 충남 당진군 선거구에 출마해 당선되었다. 1956년 5월에는 제7대 재무부장관직을 맡았다. 이후 제4대 국회의원에도 당선되었다.
1963년에 치러진 제6대 국회의원 선거에서 민주공화당 후보로 당진군 선거구에 출마해 당선되면서 3선 고지에 올랐다. 1964년에는 민주공화당의 정책위의장을 역임하는 등 요직에 머물렀다. 
제7대 국회의원 선거를 앞두고 자유당으로 당적을 옮겼으며 자유당 전국구 후보로 출마했으나 낙선했다. 정계 은퇴 후에는 동아중건설 사장을 지내며 사업가로 말년을 보냈다.
2008년 발표된 민족문제연구소의 친일인명사전 수록예정자 명단 중 관료 부문에 선정되었다.

## 약력
- 1930년 : 일본 도호쿠 제국대학교 법문학부 법학과 학사
- 1938년 : 홍천세무서장
- 청주세무서장
- 강원도 재무국 간세과장
- 1949년 : 재무부 사세국장
- 1953년 : 관재청장
- 아세아극동경제회의 수석대표
- 1956년 : 재무부 장관
- 1964년 : 민주공화당 정책위원회 의장, 국회 예산결산위원장
- 동아중건설 사장

## 역대 선거 결과
|  | 53.32% |

|  | 63.60% |

|  | 39.28% |

|  | 40.03% |

|  | 3.6% |

## 참고 자료
- 인태식 - 대한민국헌정회
- 인태식(印泰植) -  한국행정연구원
- 인태식(印泰植) - 국사편찬위원회
- 인태식(印泰植) - 한국학중앙연구원

| 전임 유완창 | 제3대 관재청장 1953년 9월 ~ 1954년 2월 | 후임 최도염 |

| 전임 김현철 | 제7대 재무부 장관 1956년 5월 26일 ~ 1957년 6월 9일 | 후임 김현철 |